# Lugau/Erzgebirge
Lugau/Erzgebirge (raccourci souvent en Lugau/Erzgeb.) est une commune de Saxe (Allemagne), située dans l'arrondissement des Monts-Métallifères, dans le district de Chemnitz.

## Géographie
Lugau est située à 12 km à l'ouest de Chemnitz et à environ 20 km à l'est de Zwickau, en bordure nord des monts Métallifères.

## Personnalités liées à la ville
- Friedrich Engel (1861-1941), mathématicien né à Lugau/Erzgebirge.
- Andreas Kirchner (1953-2010), bobeur né à Erlbach-Kirchberg.
- Kurt Lohberger (1914-2008), résistant allemand au nazisme.
- Klaus Sommer (1943-2000), chanteur né à Lugau/Erzgebirge.

## Jumelage
- Sallaumines (France)